# Chotylub
Chotylub is een plaats in het Poolse district  Lubaczowski, woiwodschap Subkarpaten. De plaats maakt deel uit van de gemeente Cieszanów en telt 530 inwoners.